# 現代エレベーター
現代エレベーター（ヒョンデエレベーター、韓: 현대엘리베이터）は韓国忠北忠州市牧杏洞に本社を置く現代グループのトータルビルシステム会社（持株会社）。韓国取引所上場企業。
韓国内におけるエレベーター市場で、2007年以降市場占有率1位となっている。また、中小企業以外では、唯一の韓国資本の大手エレベーター製造会社である（他は、オーチス・エレベータ・カンパニー、ティッセンクルップ、フジテック、韓国三菱エレベーターなど）。

## 概要
1984年に設立。当時、韓国内の原子力発電所建設で協力関係にあった、アメリカのウェスティングハウス・エレクトリックと技術提携した。主にエレベーターやエスカレーター、駐車場、物流システム、ホームドア、動く歩道を取り扱っている。2009年には本社内に世界一高いエレベーター試験塔「現代峨山タワー」が完成した。

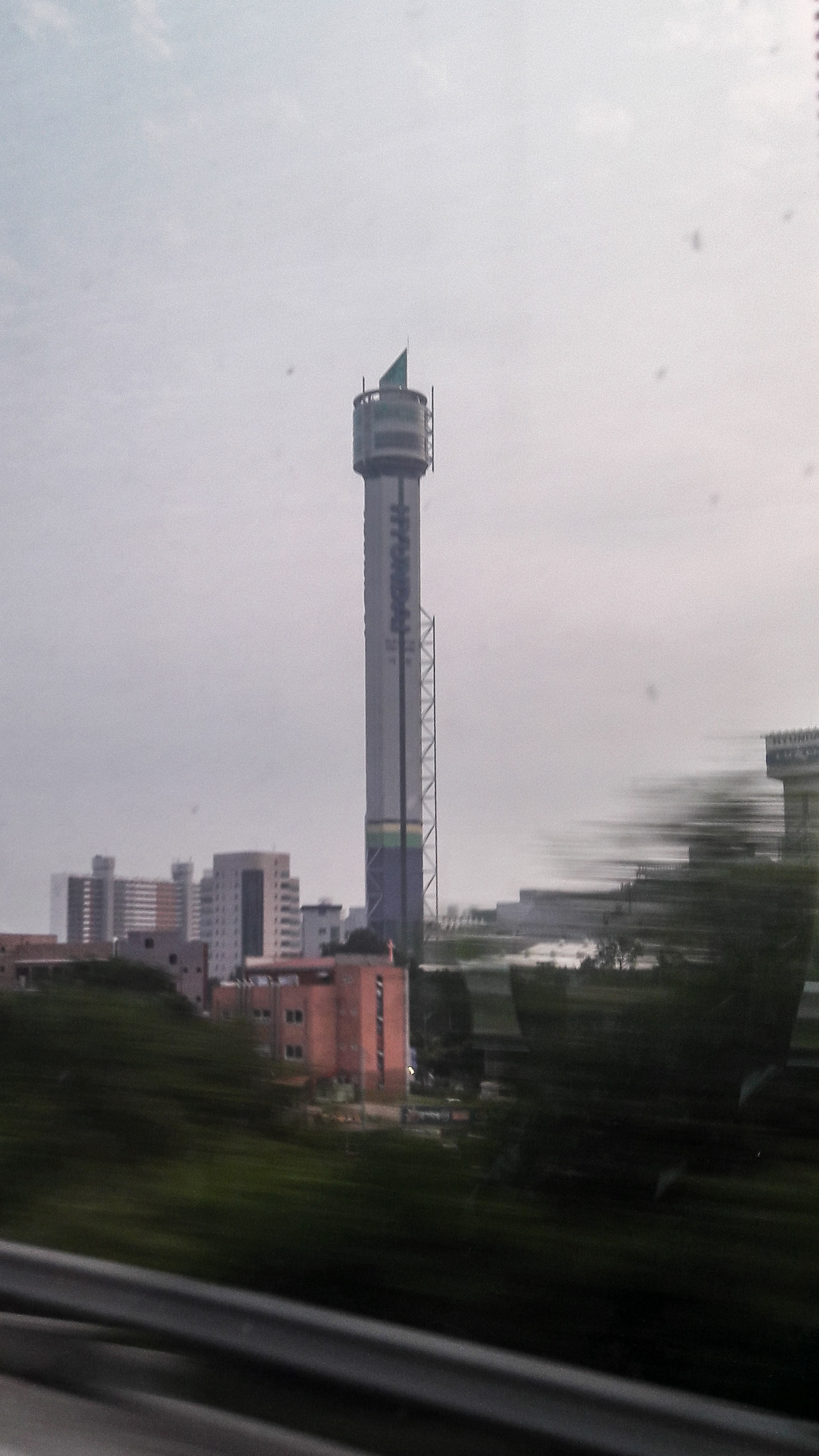
2009年、本社と利川工場が当時あった場所（のちのSKハイニックス工場）に建てられたエレベーター試験塔「現代峨山タワー」（Hyundai Asan Tower、京畿道利川市、撮影：2019年）

## シンドラー社との関係
2004年、世界第2位のエレベーター企業であるシンドラーグループが経営難に陥っていた現代エレベーターに投資を開始。2014年には、第2位の株主となり、持株率は34%に達しているが、シンドラーと現代グループ本体や経営陣との間で経営方針をめぐり軋轢が生じた。2013年、現代エレベーターが一般公募方式で行った増資が、玄貞恩（現代グループ会長）の支配権を維持するために行われているものとして新株発行禁止仮処分求めて訴訟を起こしたが、水原地方裁判所での一審はシンドラー側が敗訴。また、2014年、経営陣が現代グループの金融商品に無理な投資を行ったとして、7180ウォンの損害賠償請求を求めた訴訟を起こし、こちらも水原地方裁判所での一審はシンドラー側が敗訴している。さらに2018年には、米韓自由貿易協定に基づき、2013年以降の増資を金融監督院が受理したのは違法だととして、韓国法務部に対しISDS（投資家対国家の紛争解決）条項に基づく仲裁意向書を提出している。 

## テトラフォビア
四の字を避けるために階数ボタンには「4」を採用しないことで知られる。四階がある場合でも、4の代わりに "F" (four) が書かれていることがある。